# Петър Марков (общественик)
Петър Марков е български общественик, деец на Съюза на македонските емигрантски организации.

## Биография
Петър Марков е роден в костурското село Загоричани, тогава в Османската империя, днес в Гърция. Изселва се в България, където се занимава с обществена дейност. Участва в Националния комитет на македонските братства през 1932 и 1933 година.
След окупацията на Гърция през Втората световна война през май 1941 година българското правителство праща делегация на Костурското братство в Югозападна Македония. В нея влизат Дамян Илиев, Спиро Василев и Петър Марков от Загоричани, Пандо Киселинчев от Косинец и Георги Христов от Хрупища. Делегацията обикаля Леринско и Костурско по маршрута Битоля – Баница – Екши Су – Зелениче – Загоричани – Хрупища – Косинец – Лабаница – Смърдеш – Брезница – Руля – Желево – Лерин, където на 24 май присъства на голямо българска манифестация. В доклада си до правителството, пътуването на делегацията е определено като
| „ | едно бляскаво шествие на българщината | “ |